# Yekaterina Naguirnaya
Yekaterina Naguirnaya es una deportista soviética que compitió en piragüismo en la modalidad de aguas tranquilas. Ganó dos medallas de plata en el Campeonato Mundial de Piragüismo de 1975.

## Palmarés internacional
| Campeonato Mundial | Campeonato Mundial    | Campeonato Mundial | Campeonato Mundial |
| Año                | Lugar                 | Medalla            | Evento             |
| ------------------ | --------------------- | ------------------ | ------------------ |
| 1975               | Belgrado (Yugoslavia) | Medalla de plata   | K2 500 m           |
| 1975               | Belgrado (Yugoslavia) | Medalla de plata   | K4 500 m           |